# Bahrains Grand Prix 2007
Bahrains Grand Prix 2007 var det tredje av 17 lopp ingående i formel 1-VM 2007.

## Rapport
Startordningen i toppen blev Felipe Massa, Lewis Hamilton, Kimi Räikkönen och Fernando Alonso. Därefter följde Nick Heidfeld och Robert Kubica i BMW. Massa kontrollerade loppet från start till mål. Heidfeld passerade Alonso och kom fyra.
Resultatet innebar att Alonso, Räikkönen och Hamilton fick 22 poäng var sammanlagt och delade därmed förstaplatsen i förarmästerskapet. 

## Resultat
1. Felipe Massa, Ferrari, 10 poäng

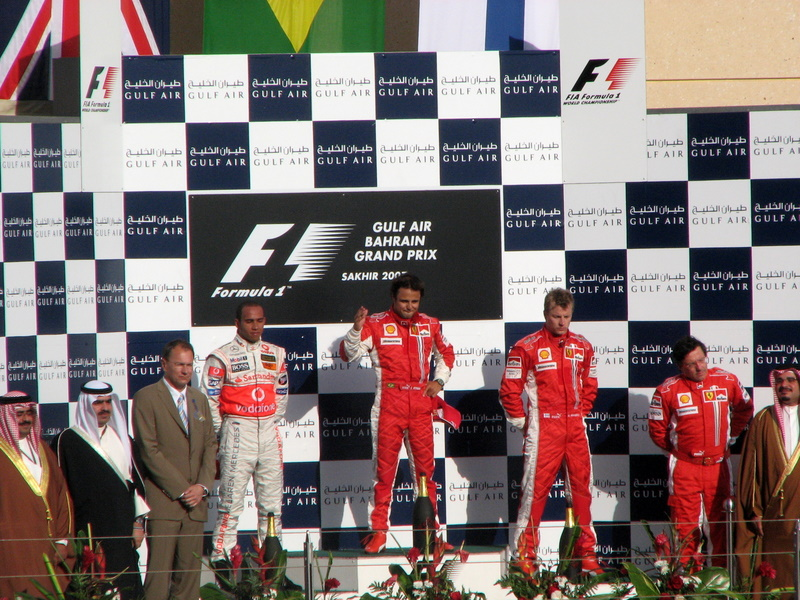
Prispallen i Bahrain 2007

2. Lewis Hamilton, McLaren-Mercedes, 8
3. Kimi Räikkönen, Ferrari, 6
4. Nick Heidfeld, BMW, 5
5. Fernando Alonso, McLaren-Mercedes, 4
6. Robert Kubica, BMW, 3
7. Jarno Trulli, Toyota, 2
8. Giancarlo Fisichella, Renault, 1
9. Heikki Kovalainen, Renault
10. Nico Rosberg, Williams-Toyota
11. Alexander Wurz, Williams-Toyota
12. Ralf Schumacher, Toyota
13. Rubens Barrichello, Honda
14. Christijan Albers, Spyker-Ferrari
15. Adrian Sutil, Spyker-Ferrari
16. Anthony Davidson, Super Aguri-Honda

### Förare som bröt loppet
- Mark Webber, Red Bull-Renault (varv 41, växellåda)
- David Coulthard, Red Bull-Renault (36, drivaxel)
- Takuma Sato, Super Aguri-Honda (34, motor)
- Vitantonio Liuzzi, Toro Rosso-Ferrari (26, hydraulik)
- Jenson Button, Honda (0, olycka)
- Scott Speed, Toro Rosso-Ferrari (0, olycka)